# Джеймс Траффорд
Джеймс Гаррінгтон Траффорд (нар. 10 жовтня 2002, Грейсаутен, Англія) — англійський професійний футболіст, воротар клубу Англійської Прем'єр-ліги «Бернлі».
З 2025 року гравець Манчестер Сіті 

## Біографія
Траффорд виріс у Грейсаутені в родині фермера. У дитинстві Джеймс був фанатом «Челсі». Він відвідував школу Кокермут і коледж Святого Беда. Життя на фермі навчило його керувати трактором. Тому на початку своєї кар'єри Джеймс повертався додому, щоб допомагати на сімейній фермі в міжсезоння. Зріст Джеймса Траффорда — 192 см. Тому тренери «Карлайл Юнайтед» вирішили спробувати гравця саме на позиції голкіпера. Робоча нога — права. Агент гравця — CAA STELLAR. Поточна вартість гравця — 15,00 млн €.

## Клубна кар'єра
Траффорд почав свою кар'єру у командах «Кокермут» та «Карлайл Юнайтед», підписавши контракт з «Манчестер Сіті» у серпні 2015 року, коли йому було 12 років. У Карлайлі він почав грати на позиції півзахисника, але у віці дев'яти років перейшов на позицію воротаря.
У липні 2021 року він був відданий в оренду до «Екрінгтон Стенлі». Це була доволі провальна оренда, оскільки Траффорд зазнав травми та втратив місце в стартовому складі.
Згодом Траффорд підписав орендний контракт з «Болтон Вондерерс» 13 січня 2022 року до завершення сезону 2021—2022. Він зіграв чотири «сухі» матчі в перших чотирьох іграх, що стало вперше в історії, коли воротар здійснив таке в «Болтоні».
15 червня 2022 року Траффорд повернувся до «Болтона» на наступний сезон в оренду. У липні 2022 року він підписав новий п'ятирічний контракт з «Манчестер Сіті». «Сухий» матч Траффорда у перемозі 1:0 над «Шрузбері Тауном» 22 квітня був його 25-м у сезоні, що побило рекорд «Болтона» за кількістю «сухих» матчів одним воротарем протягом одного сезону. Він завершив сезон з усього 26 «сухими» матчами. Він допоміг «Болтону» пройти кваліфікацію до плей-оф, де команда поступилася «Барнслі» у півфіналі. Він був визнаний найкращим молодим гравцем року «Болтона» за сезон 2022—2023 разом з Конором Бредлі. Його виступи протягом сезону дозволили йому потрапити до команди року PFA у Лізі Один.
20 липня 2023 року Джеймс перейшов до «Бернлі» за 15 млн фунтів, додаткові 4 млн фунтів передбачені у вигляді бонусів. 11 серпня 2023 року дебютував за клуб у матчі Прем'єр-ліги проти «Манчестер Сіті».

## Міжнародна кар'єра
24 березня 2018 року Джеймс Траффорд дебютував у міжнародних матчах за збірну Англії U17 у грі проти Хорватії U17. Він відбив пенальті та зберіг ворота «сухими», матч закінчився з рахунком 0–0. Після цього він взяв участь у ще шести матчах за молодіжну збірну U17.
6 вересня 2021 року Траффорд дебютував у складі збірної Англії U20 у матчі, де Англія перемогла збірну Румунії U20 з рахунком 6:1.
25 травня 2022 року Траффорд був викликаний до молодіжної збірної Англії перед фінальним раундом кваліфікації чемпіонату Європи 2023 року. Він дебютував у переможній грі проти Косова, яка завершилася з рахунком 5:0.
14 червня 2023 року Траффорд був включений до збірної Англії на молодіжний чемпіонат Європи 2023 року. Він залишив свої ворота «сухими» протягом шести матчів, ставши першим голкіпером, який досяг такого результату в історії турніру. Він також відбив пенальті в компенсований час та у фіналі проти Іспанії, де Англія здобула перемогу з рахунком 1–0. Його рівень та характер були високо оцінені тренером молодіжної збірної Англії Лі Карслі.

## Статистика
На момент січня 2024 року Джеймс Траффорд провів 130 матчів у професійній кар'єрі. Пропустив 142 м'ячі, провів 49 «сухих» матчів. Має у своєму пасиві 7 жовтих карток та 1 червону.

## Трофеї
- Англійська Прем'єр-Ліга (U-18) (2019/2020, «Манчестер Сіті»)
- Кубок Футбольної ліги (2021, «Манчестер Сіті»)
- Чемпіонат Європи з футболу серед молодіжних команд (2023, Англія U21)
- Трофей Футбольної ліги (2023, «Болтон»)